# Helleborus lividus
Helleborus lividus là một loài thực vật có hoa trong họ Mao lương. Loài này được Aiton ex Curtis mô tả khoa học đầu tiên năm 1789.

## Hình ảnh

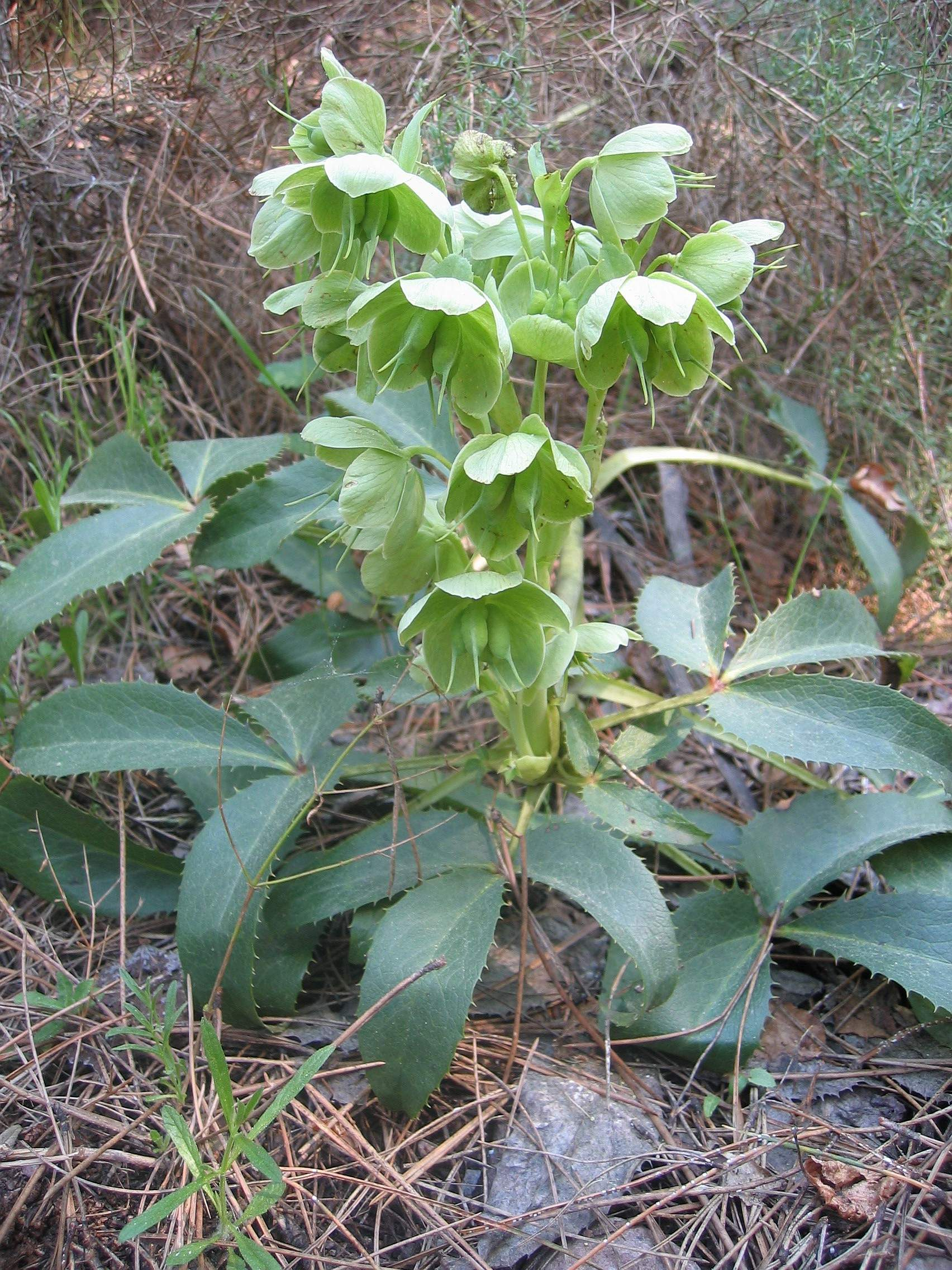
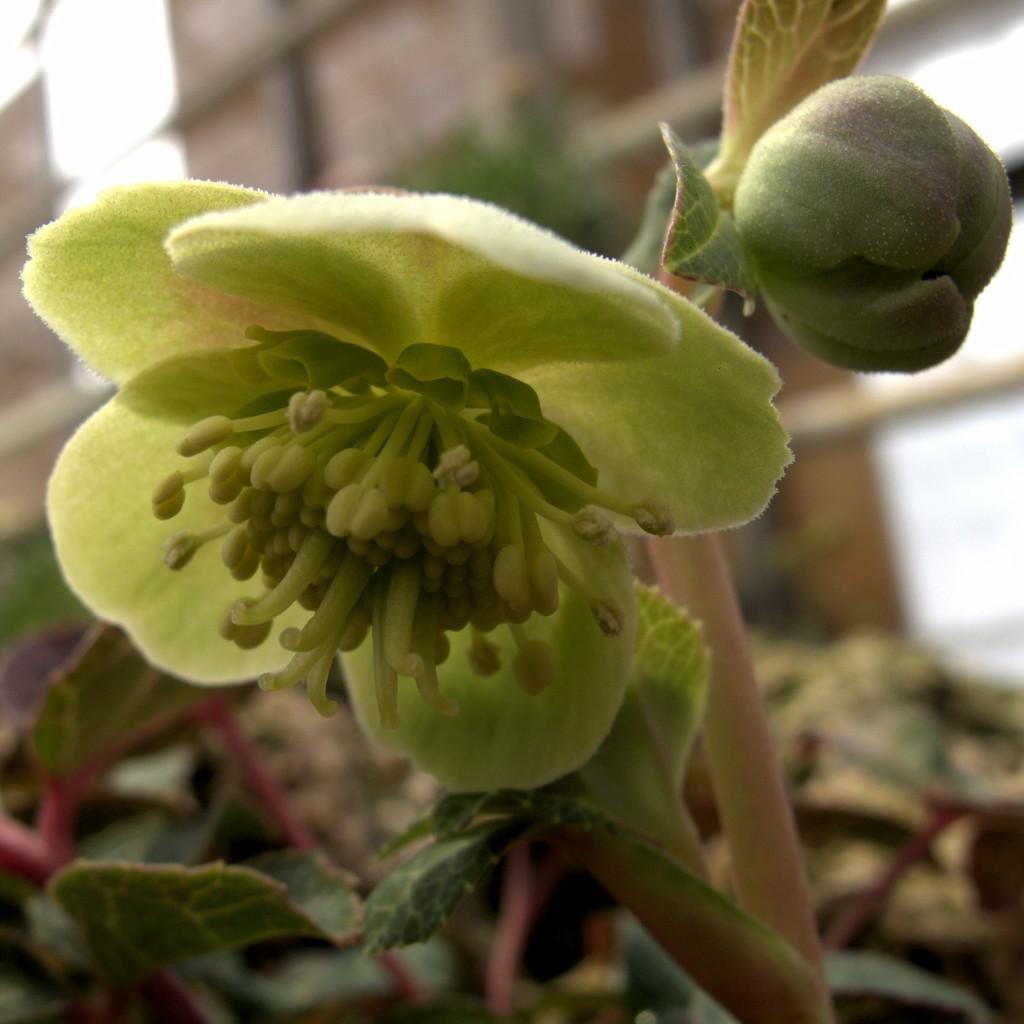
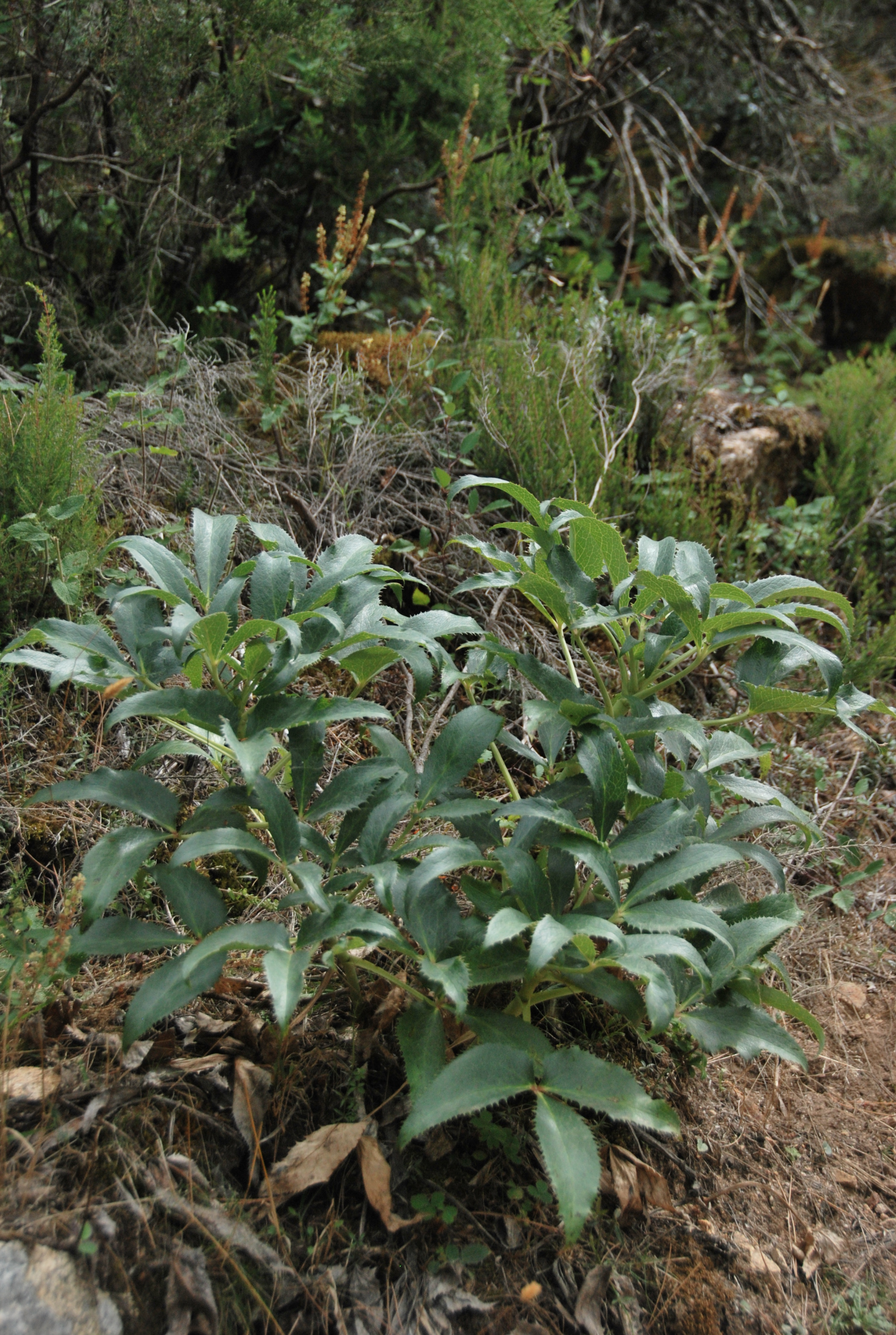
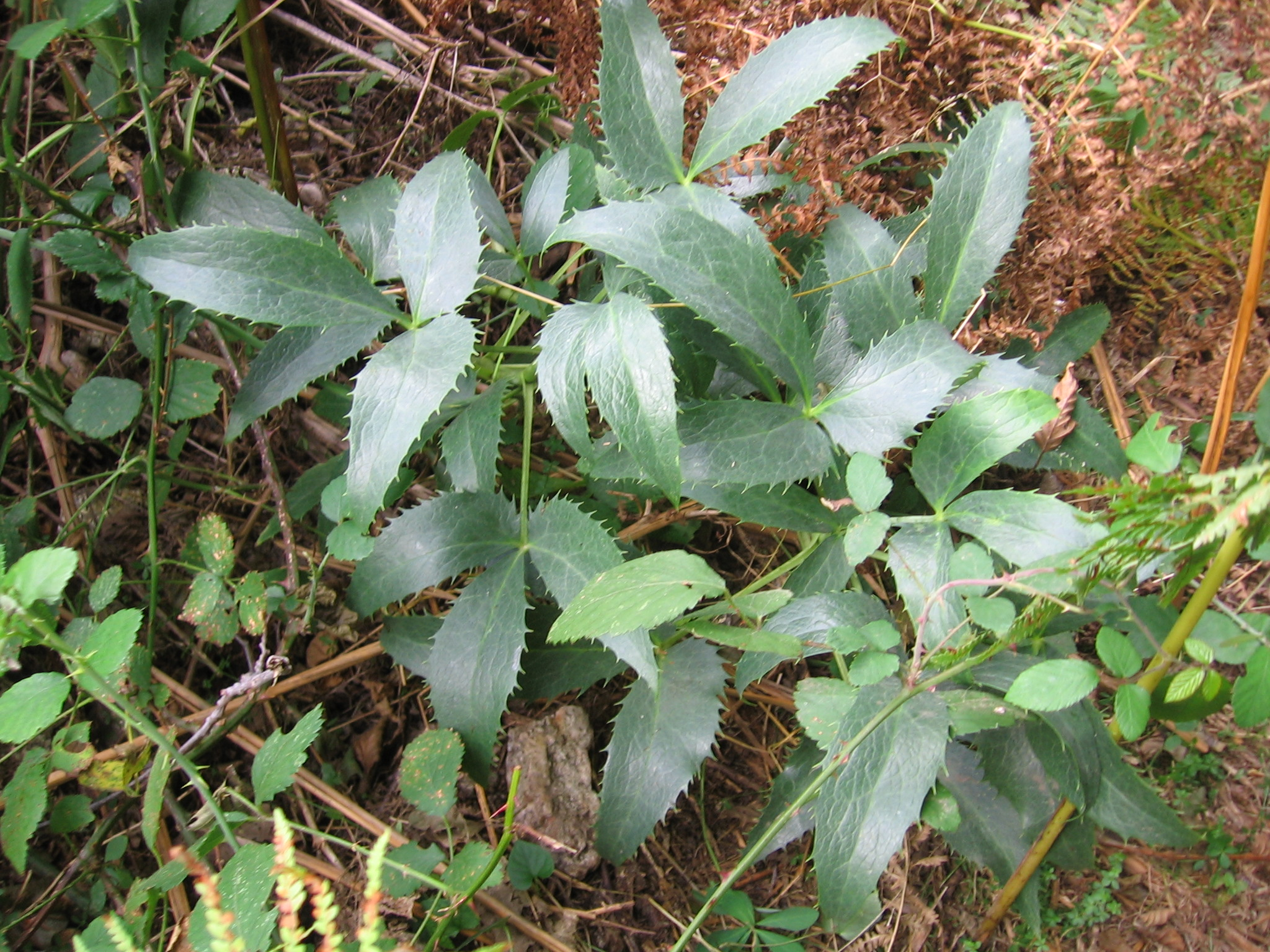